# قسم برج أكرم الريفي (مقاطعة فهرج)
قسم برج أكرم الريفي (بالفارسية: دهستان برج اکرم) هي منطقة سكنية تقع في كرمان في إيران. يقدر عدد سكانها بـ 9,465 نسمة .